# Liste der Kulturdenkmäler in Abtweiler
In der Liste der Kulturdenkmäler in Abtweiler sind alle Kulturdenkmäler der rheinland-pfälzischen Ortsgemeinde Abtweiler aufgeführt. Grundlage ist die Denkmalliste des Landes Rheinland-Pfalz (Stand: 2. August 2023).

## Einzeldenkmäler
| Bezeichnung              | Lage                | Baujahr                                | Beschreibung                                                                               | Bild                           |
| ------------------------ | ------------------- | -------------------------------------- | ------------------------------------------------------------------------------------------ | ------------------------------ |
| Evangelische Pfarrkirche | Hauptstraße 12 Lage | 15. Jahrhundert                        | spätgotischer Saalbau, 15. Jahrhundert; Sakristeianbau bezeichnet 1756                     | weitere Bilder Fotos hochladen |
| Hofanlage                | Im Tal 1 Lage       | 1874                                   | Dreiseithof, Bruchsteinbauten, Wohnhaus bezeichnet 1874                                    | Fotos hochladen                |
| Dorfgemeinschaftshaus    | Im Tal 5 Lage       | um 1910                                | ehemalige Schule mit Lehrerwohnung; zweiflügeliger Krüppelwalmdachbau, Heimatstil, um 1910 | Fotos hochladen                |
| Hofanlage                | Turmweg 3/5 Lage    | Anfang oder Mitte des 19. Jahrhunderts | zweiteiliges Unterstallhaus, teilweise Fachwerk, Anfang oder Mitte des 19. Jahrhunderts    | Fotos hochladen                |